# RSM Classic
De McGladrey Classic is een golftoernooi, dat deel uitmaakt van de Amerikaanse PGA Tour. Het toernooi werd opgericht in 2010 en gedurende vijf jaar was McGladrey de hoofdsponsor. Het toernooi wordt steeds gespeeld op de Sea Island Golf Club in de Amerikaanse stad St. Simons, Georgia. 
De Golfers Davis Love III en Zach Johnson hielpen de opening, in maart 2010, waar ze ook het nieuwe logo van dit toernooi onthulden. Love werd ook als voorzitter aangesteld voor dit toernooi. De eerste editie werd gewonnen door Heath Slocum, die een slag minder nodig had dan Bill Haas.

## Winnaars
| Seizoen           | Winnaar           | Score             | Score             | Info                                                                                          |
| McGladrey Classic | McGladrey Classic | McGladrey Classic | McGladrey Classic | McGladrey Classic                                                                             |
| ----------------- | ----------------- | ----------------- | ----------------- | --------------------------------------------------------------------------------------------- |
| 2010              | Heath Slocum      | 266               | –14               |                                                                                               |
| 2011              | Ben Crane         | 265               | –15               |                                                                                               |
| 2012              | Tommy Gainey      | 264               | –16               |                                                                                               |
| 2013/14           | Chris Kirk        | 266               | –14               |                                                                                               |
| 2014/15           | Robert Streb po   | 266               | –14               | Streb won de play-off van Will MacKenzie en Brendon de Jonge                                  |
| The RSM Classic   |                   |                   |                   |                                                                                               |
| 2015/16           | Kevin Kisner      | 260               | -22               |                                                                                               |
| 2016/17           | Mackenzie Hughes  | 265               | -17               | Hughes won de play-off van Blayne Barber, Billy Horschel, Henrik Norlander en Camilo Villegas |
| 2017/18           | Austin Cook       | 261               | -21               |                                                                                               |

| Toernooirecord |  | po = winnaar na play-off |

## Prijzengeld
- Van 2010 tot 2013 en met kreeg elke winnaar telkens $ 720.000.
- Sinds 2014 krijgt de winnaar $ 990.000.